# Rundfunkjahr 1945

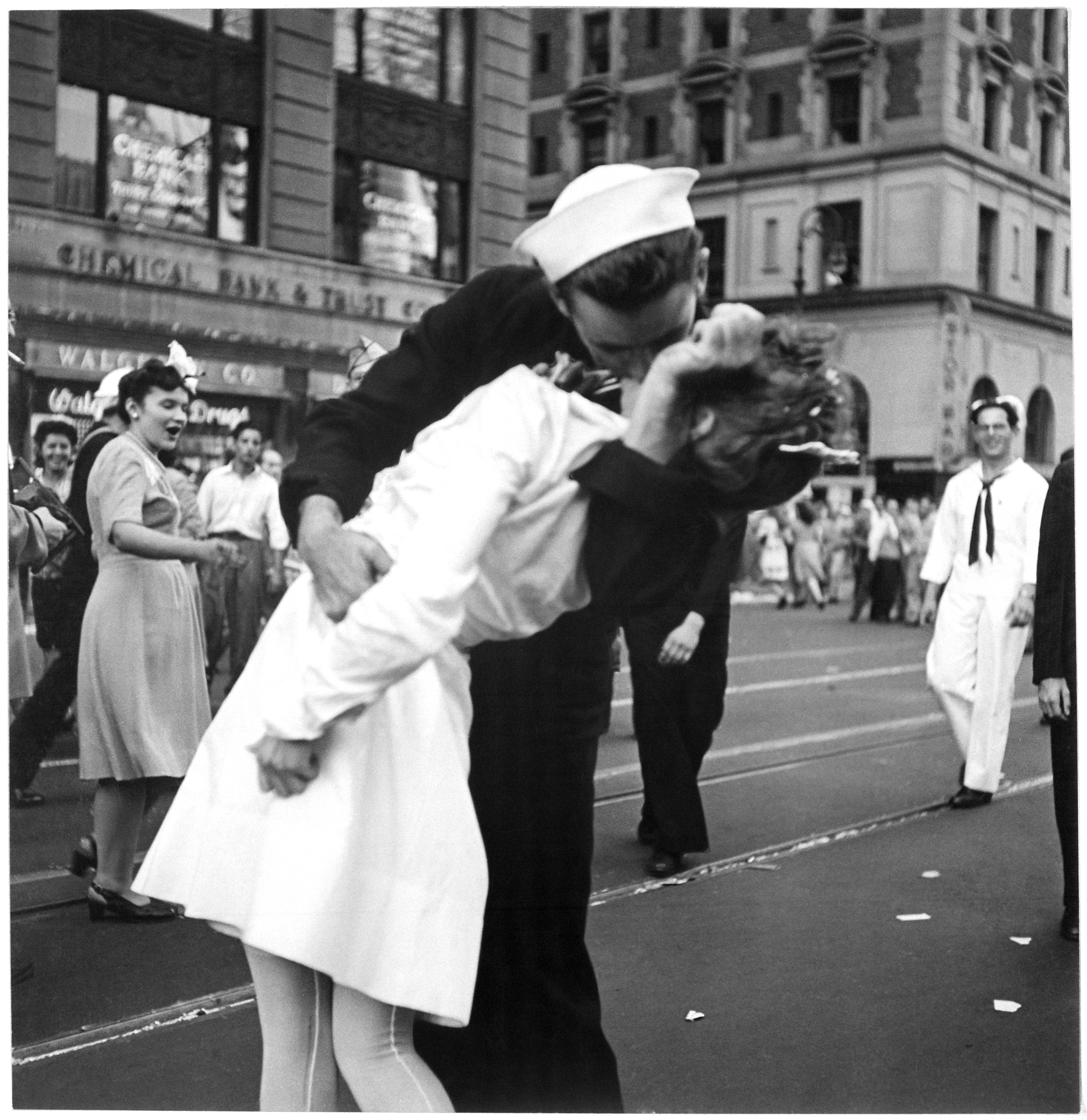
1945: In New York wird die Kapitulation Japans gefeiert

Liste der Rundfunkjahre

◄◄ | ◄ | 1941 | 1942 | 1943 | 1944 | Rundfunkjahr 1945 | 1946 | 1947 | 1948 | 1949 | ► | ►►

Weitere Ereignisse

## Allgemein
- 8. Mai – Bedingungslose Kapitulation der deutschen Wehrmacht. Damit ist der Zweite Weltkrieg in Europa beendet
- 2. August – Unterzeichnung des Potsdamer Abkommens, das die politische und geografische Neuordnung Deutschlands festschreibt.
- 7. und 9. August – Abwurf der ersten beiden Atombomben auf die japanischen Großstädte Hiroshima und Nagasaki.
- 15. August/2. September – Mit der Kapitulation Japans endet der Zweite Weltkrieg.

## Hörfunk

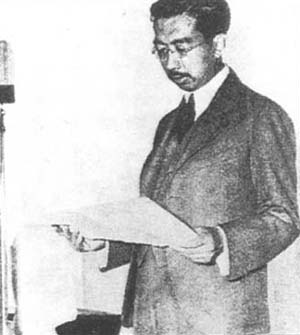
1945: Kaiser Hirohito verkündet per Rundfunkansprache die Kapitulation Japans

- 15. Februar – Das Funkhaus Argentinierstraße in Wien wird von Fliegerbomben getroffen. Dabei wird der Hörspieltrakt zerstört.
- 25. Februar – Sendebeginn des Auslandsdienstes des kanadischen Rundfunks CBC als Radio Canada’s International Service.
- 6. April – Der Reichssender Wien stellt sein Programm ein. Die Truppen der Roten Armee überschreiten an diesem Tag die Wiener Stadtgrenze.
- 30. April – In den USA geht auf den Frequenzen von CBS die Frühstücksshow Arthur Godfrey Time auf Sendung.
- 6. Juni – Mit den Worten „Hier ist der österreichische Sender Rot-Weiß-Rot! Möge dieses Medium dazu beitragen, die Österreicher zu einem gut unterrichteten Volk zu machen!“ eröffnet in Salzburg der amerikanische Generalmajor Walter M. Robertson den US-amerikanischen Besatzungssender Rot-Weiß-Rot.[1]
- 4. Mai – Start von Radio Hamburg. Er steht unter Kontrolle der britischen Besatzungsmacht.
- 12. Mai – Start von Radio München. Er steht unter Kontrolle der US-amerikanischen Besatzungsmacht.
- 13. Mai – Programmbeginn von Radio Berlin, dem späteren Berliner Rundfunk.
- 3. Juni – Start von Radio Stuttgart. Er steht unter Kontrolle der US-amerikanischen Besatzungsmacht.
- 29. Juli – Das BBC Light Programm geht auf der Frequenz des späteren BBC Radio 2 auf Sendung. Das Musikprogramm setzt seinen Schwerpunkt auf populäre Unterhaltung wie Schlager und Music Hall.
- 4. August – AFN Berlin geht auf Sendung. Das erste gespielte Musikstück ist Rhapsodie in Blue von George Gershwin.
- 15. August – Angesichts der Atombombenabwürfe auf Hiroshima und Nagasaki verkündet Tennō Hirohito, der japanische Kaiser, in einer Rundfunkansprache an das japanische Volk, die Entscheidung, die Potsdamer Erklärung der Siegermächte des Zweiten Weltkrieges zu akzeptieren und damit der Kapitulation Japans zuzustimmen. Millionen Japaner hören somit zum ersten Mal die Stimme ihres Kaisers.
- 3. September – Ursendung der Hörspielfassung von Carl Zuckmayers Der Hauptmann von Köpenick (NWDR Hamburg). Unter der Regie von Helmut Käutner spricht Willy Maertens die Titelrolle. Es ist vermutlich das erste Hörspiel, das nach dem Kriege produziert wurde.
- 14. Oktober – Auf Rot-Weiß-Rot Salzburg, dem Sender US-amerikanischen Besatzungsmacht in Österreich, ist die erste Ausgabe der Lyriksendung Du holde Kunst zu hören. Sie bleibt, 1955 vom ORF übernommen, bis heute im Programm und ist damit die älteste bestehende Hörfunksendung Österreichs.
- 24. Dezember – In einer über Hörfunk gehaltenen emotionalen Weihnachtsansprache appelliert der kurz zuvor angelobte österreichische Bundeskanzler Leopold Figl an die Bevölkerung angesichts der Not der unmittelbaren Nachkriegszeit an ein (unabhängiges) Österreich zu glauben.[2]

## Fernsehen
- 7. Mai – Einen Tag vor dem Ende des Zweiten Weltkrieges in Europa nimmt MTVC Moskau als erste Anstalt in Europa einen regelmäßigen Fernsehbetrieb auf.

## Geboren
- 1. Januar – Werner Mück, österreichischer Journalist, wird in Wien geboren.
- 2. Januar – Frank Laufenberg, deutscher Hörfunk- und Fernsehmoderator, Journalist und Autor, wird in Lebus, Brandenburg geboren († 2025).
- 29. Januar – Tom Selleck, US-amerikanischer Schauspieler (Thomas Magnum in der Krimiserie Magnum, 1980–1988), wird in Detroit geboren.
- 22. Februar – Antje-Katrin Kühnemann, deutsche Fernsehmoderatorin, wird in München geboren († 2025).
- 30. März – Johnnie Walker, britischer Hörfunkmoderator und DJ, wird in Birmingham geboren (†  2024).
- 31. Mai – Rainer Werner Fassbinder, deutscher Filmregisseur (Berlin Alexanderplatz, 1980), wird in Bad Wörishofen geboren († 1982).
- 30. August – Robert Hochner, österreichischer Fernsehjournalist und Zeit im Bild-Anchorman, wird in Budapest geboren († 2001).
- 22. September – Ursula Stenzel, österreichische Fernsehjournalistin und Politikerin, wird in Wien geboren.